# Acalolepta fuscomarmorata
Acalolepta fuscomarmorata là một loài bọ cánh cứng trong họ Cerambycidae.